# Каратюк
Каратю́к (укр. Каратю́к) — река на Украине, в пределах Бильмакского района Запорожской области и Никольского и Мангушского районов Донецкой области. Левый приток Берды (бассейн Азовского моря).
Название от тюрк. кара — «чёрный» и тек, текне — «корыто», следовательно — «чёрное корыто».

## Описание
Длина 28 км, площадь водосборного бассейна 243 км². Уклон реки 4,9 м/км. Долина корытообразная, шириной 1,5 км, глубиной до 30 м. Русло слабоизвилистое, шириной до 5 м. Глубина реки на незарегулированных участках 0,4—0,5 м. Питание снеговое и дождевое. В маловодные годы в верховьях пересыхает. Ледовые образования с декабря до конца февраля; ледостав неустойчивый. Есть пруды. Воду часто используют для орошения. На берегах реки расположен региональный ландшафтный парк «Половецкая степь».

## Расположение
Каратюк берёт начало на юго-запад от села Шевченковское. Течёт сначала на юг, в низовьях — на юго-восток, в приустьевой части — на юго-запад. Впадает в Берду у западной части села Захаровка.
Основной приток: Темрюк (левая).